# Clive Gibbons
Clive Gibbons es un personaje ficticio de la telenovela australiana Neighbours, interpretado por Geoff Paine. Paine fue descubierto por la Organización Reg Grundy y le ofrecieron el papel de Clive. Hizo su primera aparición en la pantalla durante la transmisión del episodio el 21 de enero de 1986. Las historias de Clive incluían dirigir una agencia gorillagram, establecer un negocio de jardinería, salvar la vida de Lucy Robinson y enamorarse de Susan Cole. Paine decidió no renovar su contrato, ya que temía ser encasillado y sentía que el papel ya no era creíble. Dejó Neighbours el 27 de febrero de 1987, pero regresó brevemente en 1989. Paine repitió el papel 28 años después y Clive regresó de forma semi-regular desde el 9 de marzo de 2017. Fue reintroducido como director de operaciones del Hospital de Erinsborough. Paine sintió que Clive había madurado durante su tiempo fuera de Erinsborough, pero dijo que su "lado descarado" todavía aparecería de vez en cuando. Fue restaurado al elenco principal de la serie en julio de 2020 y apareció en el episodio final de Neighbours el 28 de julio de 2022.

## Reparto
Neighbours marca el primer papel actoral profesional de Paine. La Organización Grundy lo descubrió mientras actuaba en una producción universitaria en el Victoria Arts Center, y le pidieron que viniera para una prueba de pantalla antes de ofrecerle el papel de Clive. Paine casi rechazó el papel porque despreciaba actuar en una telenovela. Dijo: "Supongo que en ese momento era demasiado idealista sobre el mundo de la actuación. Interpretar a un mensajero disfrazado de gorila podría no ser el Rey Lear, pero al menos paga el alquiler". Paine luego explicó que se mostró reacio a aceptar el papel debido a la credibilidad de las telenovelas. Pero se animó a aprovechar la oportunidad y hacer lo que pudiera con el papel. También sabía que su experiencia en Neighbours sería invaluable debido a su rápida producción y alta publicidad.

## Desarrollo

### Caracterización
Stephen Cook de TV Week escribió que Clive era inusual, ya que su vida no estuvo plagada de romances y traumas que normalmente se asociaban con otros personajes solteros de la televisión. Lo llamó "un tipo completamente 'normal', un joven que se divierte y trata de encontrar su lugar en la vida". Paine pidió a los productores que no le dieran a su personaje una historia romántica desde el principio, para que tuviera la oportunidad de ingresar a la serie y desarrollarse por su cuenta. Le dijo a Cook que Clive está tratando de averiguar qué quiere hacer con su vida, que es todo en lo que puede pensar, no es que no esté interesado en el romance.
Poco se sabe sobre Clive cuando llega a Erinsborough, excepto que dirige una agencia gorillagram. Las escenas posteriores exploraron su historia de fondo ficticia y revelaron que Clive es el hijo de un médico rico, y él también tenía una carrera médica, pero se desilusionó. Le realiza una traqueotomía de emergencia a Lucy Robinson (Kylie Flinker) cuando una abeja la pica. Paine explicó: "Clive trató de rechazar su historial médico, pero se lo devolvieron cuando tuvo que realizarle la traqueotomía a Lucy. Pero no estaba preocupado por hacer la operación; simplemente lo hizo." Paine también le dijo a Cook que Clive se separó de su familia y rechazó el estilo de vida que le establecieron. Está asumiendo la responsabilidad de sí mismo y disfruta de la libertad que ahora tiene. Agregó: "Pero es un tipo serio que ha tomado la decisión seria de divertirse".
Josephine Monroe, autora de Neighbours: The First 10 Years, dijo que Clive trajo un soplo de aire fresco a Ramsay Street cuando se mudó. Ella describió al personaje como "uno de los excéntricos de la vida" y dijo que cuidaba a las personas y que a menudo las atraía a su último plan descabellado. Simon Plant del Herald Sun dijo que Clive era "amable". Dave Hogan y Neil Wallis de The Neighbors Factfile dijeron que Clive era "alegre y un poco loco". Lo llamaron el "bufón de la corte" de Ramsay Street, y dijeron que era el modelo en el que se basó el personaje de Henry Ramsay (Craig McLachlan). La agencia gorillagram de Clive indignó a algunos de los vecinos, particularmente a Max Ramsay (Francis Bell).
Tras el regreso del personaje en 2017, Paine pensó que Clive era "un hombre diferente". Donde el Clive más joven era despreocupado, el Clive mayor ha madurado y se ha vuelto más conservador. Paine confirmó que el "lado descarado" de Clive todavía aparecería de vez en cuando. También dijo que disfruta interpretar al personaje, ya que es "divertido e irreverente".

### Salida
Luego de poco más de un año en el cargo, Paine decidió no renovar su contrato tras temer que pudiera ser encasillado. También quería desarrollar sus habilidades actorales en producciones teatrales, habiendo ido directamente de la escuela de teatro a Neighbours. Su salida se hizo pública en la edición del 8 de noviembre de 1986 de TV Week, donde Stephen Cook informó que Paine había dejado la serie y terminaría cuando la producción se tomara un descanso a finales de año, con sus escenas finales al aire a principios de 1987. La decisión de Paine se produjo poco después de que el coprotagonista Peter O'Brien se fuera para asumir un papel en The Flying Doctors en una cadena rival. Cadena 10 trató de mantener en secreto la salida de Paine y no le permitieron hablar con TV Week sobre su salida. Paine luego explicó que Clive era demasiado amable y que el papel ya no era creíble. Él dijo: "Clive se estaba volviendo demasiado bueno para ser verdad. Quiero decir, el tipo solo tenía 24 años, pero pasaba cada minuto libre arreglando la vida amorosa de alguien o la máquina de café de Daphne". No se arrepintió de dejar el programa a pesar de su popularidad en ese momento y estaba satisfecho con la dirección de su carrera. En julio de 1989, Kevin Sadlier de The Sydney Morning Herald dijo que durante la investigación para un artículo sobre el episodio número 1000 del programa, se enteró de un plan para traer de vuelta a un miembro popular del elenco del año anterior y especuló que era Paine. Paine hizo un breve regreso más tarde ese año.

### Reintroducción
En una entrevista de diciembre de 2016 con Daniel Kilkelly de Digital Spy, el productor ejecutivo de Neighbours, Jason Herbison, se burló del regreso de una serie regular de 1986 a 1987. Herbison dijo que el personaje regresaría de manera recurrente y se lo vería en "un ambiente de trabajo". La gerencia de Paine confirmó más tarde que había retomado su papel de Clive. Paine le dijo a Johnathon Hughes de Radio Times que había preguntado sobre un regreso a través de su agente y los productores del programa acordaron traer de vuelta al personaje. Paine también dijo que le habían pedido que regresara en numerosas ocasiones desde su partida, pero que siempre había estado ocupado con su carrera como actor o su vida personal.
Clive hizo su regreso durante la transmisión del episodio el 9 de marzo de 2017. Fue presentado como director de operaciones (COO) del Hospital Erinsborough. Paine dijo que en su tiempo fuera de Erinsborough, Clive había "madurado y está un poco más abotonado", pero quiere "restablecer una parte de su vida que disfrutó, que fue su tiempo en Ramsay Street". Hablando sobre la rivalidad amistosa de Clive con Paul Robinson (Stefan Dennis), con quien una vez estuvo en un triángulo amoroso, Paine dijo que tendrían "sus momentos", pero Clive no sería fácil de convencer, especialmente porque ocupa un puesto importante. en cuanto a su carrera, mientras que Paul es algo así como "un traficante de ruedas" y tiende a conseguir lo que quiere. Pensó que sería interesante ver cómo les va en el futuro.
El personaje se agregó a los títulos de apertura en julio de 2020 a pesar de no ser miembro del elenco a tiempo completo. Herbison declaró que Paine seguirá apareciendo de forma semirregular, pero Clive se agregó a los títulos debido a su popularidad y agregó: "Lo hemos incluido en los títulos para reflejar la importancia del Dr. Clive para la comunidad y sabemos que los fanáticos querían también, incluida la presidenta del club de fans, Colette Mann".

### Relación con Sheila Canning
Paine se burló de un posible romance para Clive luego de su reintroducción, comentando que "todo es posible". Poco después, se entabló una relación entre Clive y Sheila Canning (Colette Mann). Ambos actores estaban contentos de formar pareja para la historia, ya que anteriormente habían trabajado juntos en una producción teatral y se conocían desde hacía varios años. La pareja tiene un mal comienzo cuando Clive acusa erróneamente a la nieta de Sheila, Xanthe Canning (Lily Van Der Meer), de robar medicamentos del hospital. Chocan unas cuantas veces más, antes de que Clive le invite a salir a Sheila porque piensa que ella es "feroz y un poco chiflada". Mann comentó que a Sheila le encanta que Clive sea el director de operaciones del hospital de Erinsborough, pero desconfía de su intelecto. Paine pensó que Clive y Sheila eran personas muy diferentes, pero descubrió que Sheila "se remonta a los días de gorila-grama de Clive, lo relaja y saca a relucir su lado descarado, y disfruta del afecto que vuelve a su camino. La relación ha sucedido orgánicamente a través de nuestra química. Clive describe a Sheila como provocativa e irritante, ¡pero disfruta estar con ella!" La relación de Clive y Sheila inicialmente es de corta duración, luego de que ella recibe una carta de una expareja, que está enferma y quiere verla. Mann confirmó que Herbison había prometido reintroducir a Clive en la vida de Sheila "con un gran golpe". Su nueva relación dura hasta 2021 y Clive comienza a salir con Jane Harris (Annie Jones).

### Reflexión del personaje
Tras la noticia de que Neighbours concluiría en julio de 2022, Paine le dijo a Digital Spy sobre la filmación del final: "Es un poco emotivo, tengo que decirlo. A medida que te acercas al final de todo, te das cuenta de que estarás terminando una historia, o que podría ser la última vez que trabajes con un director o actor en particular. Estamos teniendo esos momentos en los que dirán 'esa es la escena final para este director o este miembro del equipo'. Es emotivo, pero, por supuesto, no podemos parar, por lo que también está aumentando. No tenemos ese lujo de tres meses más para arreglar las cosas. Hay una fecha de finalización y solo tenemos que construir, disparar y tener todo en la lata. El trabajo está sucediendo, pero hay una nota de bajo de fondo que dice que está llegando a su fin". Paine explicó que el anuncio de la cancelación del programa no fue ni fue una sorpresa para él, ya que había sido objeto de burlas en los meses anteriores. Bromeando sobre el papel de Clive en el episodio final, Paine explicó: "Las cosas no siempre funcionan bien en el mundo y Clive no es una excepción a esa regla. Tendrá algunos desafíos antes del final del programa".
Paine también explicó su ausencia del programa en los primeros meses de 2022, diciendo que estaba ocupado con los espectáculos teatrales y que los escritores eligieron a Clive "dentro y fuera, ya que puede ser utilizado". Cuando se le preguntó sobre sus mejores recuerdos de estar en la serie, Paine dijo: "Estás hablando con un tipo que tuvo esto como primer trabajo como actor. No sabía lo que estaba haciendo y estaba fanfarroneando, como todos hacemos con nuestros primeros trabajos. Estás fanfarroneando con un nivel de confianza que en realidad no tienes. Sí recuerdo estar en el traje de gorila, que rodamos el primer día para mi personaje. Me preguntaba qué demonios estaba haciendo con este traje de gorila y: '¿Es este el futuro del mundo del espectáculo? ¿Solo uso atuendos divertidos?'" Paine dijo que "encontró que el programa era una fábrica de narración maravillosa y de ritmo rápido", y que "amaba las cosas del 'don de la elocuencia'" que hacía. Paine también recordó un episodio navideño en el que Clive tuvo una secuencia de sueños que mostraba a Santa Claus y sus vecinos como personajes navideños, la llamada es maravillosa, imaginativa y creativa. Después de expresar su gratitud por haber sido reintroducido en el elenco en 2017, Paine respondió si Sheila o Jane eran más adecuadas para Clive diciendo: "¡Depende del estado de ánimo de Clive! Sheila era este tipo de personaje extraordinario, audaz y emocional, mientras que Jane es mucho más contenida y controlada. Sacaron a relucir diferentes aspectos de la personalidad de Clive". Además, Paine le dijo a Daniel Kilkelly que brindar su experiencia a los miembros más jóvenes del elenco era algo que disfrutaba y que espera que Home and Away se convierta en el nuevo campo de entrenamiento para las personas en la industria de la televisión después de que Neighbours deje de producir.

## Recepción
Stephen Cook , de TV Week, observó que desde que se unió a Neighbours, Paine se había convertido en el favorito de los espectadores a quienes les gustaba "su personalidad de chico agradable en la pantalla".
Para celebrar el 20 aniversario de Neighbours, un reportero de la BBC pidió a los lectores que nominaran a sus veinte personajes oscuros favoritos. Clive no estaba incluido en la lista, pero el reportero reveló que habían recibido muchas sugerencias para que lo incluyeran. Dijeron que la popularidad de Clive lo descalificaba y que "carecía de suficiente obscuridad". Otro escritor de la BBC llamó a Clive el "verdadero genio de Neighbours ". Lorna Cooper de MSN dijo que Clive era encantador, mientras que Tom Adair de The Scotsman calificó al personaje de "chiflado". Un escritor de Lowculture declaró que Clive realizó una traqueotomía de emergencia en la mesa de la cocina de Jim Robinson fue uno de los grandes momentos de Neighbours. Un reportero de la BBC estuvo de acuerdo y dijo que el momento más notable de Clive fue "realizar una operación de emergencia en la mesa de la cocina de Robinson y salvar a Lucy".
Daniel Martin de The Guardian incluyó el sueño de Clive de 1986 en su lista de Momentos favoritos de telenovela navideña. Martin comentó: "No es la mejor secuencia de sueños en la historia de Neighbours (ese gong tiene que ir al icónico Bouncer's Dream), pero este recordatorio recubierto de caramelo para el sombrío contingente británico de cómo debe hacerse está grabado a fuego en los cerebros de veinteañeros en todo el país. El Doctor Clive, que arbitra un combate de boxeo entre Mike y Shane por el corazón de Plain Jane Superbrain, queda inconsciente y entra en una extraña secuencia de sueños festivos en la que el elenco se vuelve a imaginar como personajes de pantomima. Clive era Santa, Mike y Shane eran Tweedle Dum y Dee, Paul Robinson, un villano sin nombre, y Scott y Charlene estaban en Europa fingiendo ser estrellas del pop".
En su libro de 1994, The Neighbors Program Guide, Josephine Monroe reveló que Clive se hizo popular entre los espectadores y su regreso en 1989 fue escrito para establecer una serie derivada, City Hospital. Se hizo un piloto, pero no fue recogido por ninguna cadena de televisión. Polly Hudson del Daily Mirror se preguntó por qué Paine no tuvo una carrera como actor en Hollywood, como "el viejo y malo Jim Robinson", y comentó que era "seguramente el actor de comedia más talentoso de todos los tiempos". Laura-Jayne Tyler de Inside Soap elogió el regreso de Clive en 2017 y dijo: "El regalo de la semana fue el regreso del Dr. Clive Gibbons a Neighbours. ¡Un verdadero favorito de los 80!" Clive se colocó en el número veintisiete en la función "Los 35 mejores vecinos de todos los tiempos" de Huffpost. El periodista Adam Beresford le dio crédito al "adorable" Clive por "ayudar a establecer el tono extravagante del programa durante su apogeo temprano". Beresford agregó que la reintroducción de Clive "dio a los espectadores a largo plazo un golpe de nostalgia".